# Rimbach (Cham járás)
Rimbach település Németországban, azon belül Bajorországban. Lakosainak száma 1818 fő (2023. december 31.).

## Népesség
A település népessége az elmúlt években az alábbi módon változott:
| Lakosok száma | 419  | 844  | 1671 | 1881 | 1906 | 1858 | 1825 | 1830 | 1833 | 1818 |
|               | 1875 | 1950 | 1975 | 1987 | 2012 | 2014 | 2016 | 2017 | 2021 | 2023 |